# Elbergen
Elbergen ist der Fläche nach die zweitgrößte Ortschaft der Gemeinde Emsbüren im Emsland in Niedersachsen.

## Geographie
Elbergen ist die nördlichste Ortschaft der Gemeinde Emsbüren und grenzt im Süden an die Bauerschaft Bernte (Ortschaft Leschede) und, durch die Ems getrennt, an die Ortschaft Gleesen im Osten. Im Nordosten grenzt Elbergen an die Stadt Lingen, im Norden an Lohne, Gemeinde Wietmarschen, und im Westen an die Gemeinde Engden. Elbergen liegt an der Ems und am Ems-Vechte-Kanal.

## Geschichte
Bei dem Namen Elbergen ist die Herkunft des Bestimmungswortes ungewiss. Das Grundwort erklärt sich von selbst. Die älteste bekannte Erwähnung Elbergens findet sich im Urbar der Benediktinerabtei Werden aus dem Jahre 890. In späteren Jahren gehörte Elbergen als sich selbst verwaltende Bauerschaft zum Kirchspiel Emsbüren. Der Ort entwickelte sich aber so gut, dass schließlich eine unabhängige Gemeinde gebildet wurde. 1967 wurde die Gemeinde Elbergen Teil der Samtgemeinde Kirchspiel Emsbüren. Durch die Gemeindereform 1974 wurde Elbergen ein Teil der Gemeinde Emsbüren.

### Kirchengeschichte

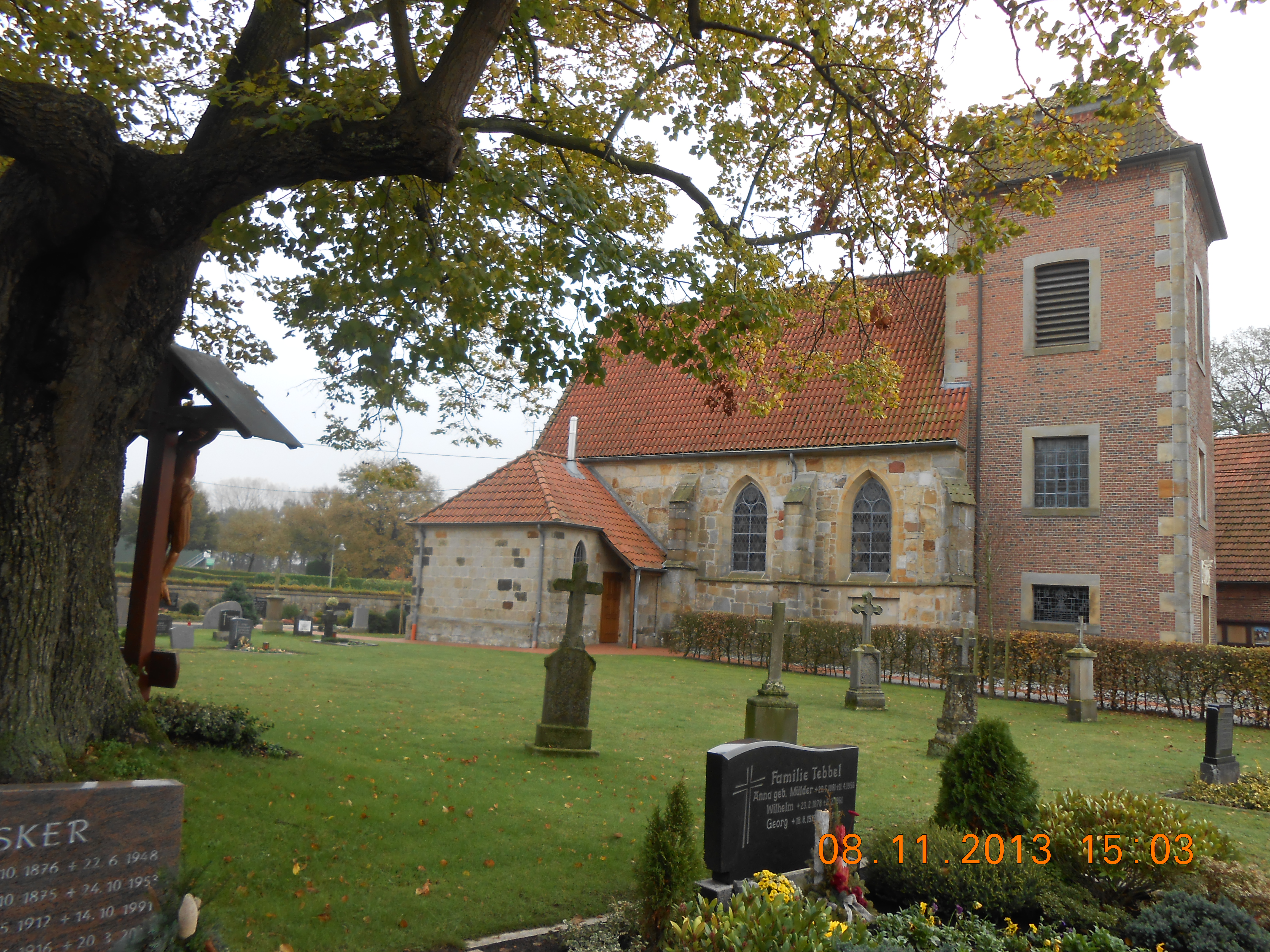
Kirche mit Friedhof

Die Kirche St. Johannes der Täufer wurde zwischen 1290 und 1310 in romanischer Bauweise von den zwölf Bauernfamilien Elbergens erbaut. In einem Ablassbrief von Papst Benedikt XII. im Jahr 1338 wurde sie zuerst erwähnt.
1400 wurde die Elberger Kirche in ein gotisches Gotteshaus umgewandelt. Hierzu wurden die Rundbogenfenster durch gotische Fenster mit spitzer Form ersetzt und die flache Holzdecke durch ein Gewölbe aus Backsteinen und Sandsteinen.
Die älteste und kleinste Glocke der Kirche ist eine a-Glocke von 1462, die damit auch die älteste der Gemeinde Emsbüren ist. 1602 folgte eine h-Glocke die auch die größte Glocke ist. 1662 folgte die mittlere Glocke, eine d-Glocke. Am 16. Juli 1942 wurden die größeren beiden Glocken für die Waffenproduktion abgeliefert. Diese wurden aber wegen ihres historischen Wertes nicht eingeschmolzen und kamen 1947 bzw. 1948 wieder zurück nach Elbergen.
Die Kirche wurde von 1740 bis 1742 um einen gemauerten Turm erweitert, der 1746 um eine Sonnenuhr auf der Südseite ergänzt wurde und einen kupfer-vergoldeten Hahn auf der Spitze besitzt. Beim Umbau von 1903 wurde noch eine Sakristei angebaut und die Hohlziegel durch Nonnendachziegel ersetzt. Der Innenraum wurde 1915 durch einen neuen Altar und einen – auf Kupferplatten gemalten – Kreuzweg ergänzt.
Bei der letzten umfassenden Renovierung 1989–1991 wurde zunächst die Außenmauer renoviert und ein neues Fenster hinzugefügt und ein Jahr später der Außenplatz erneuert und mit einem Bethlehemstern verschönert. 1991 folgte eine umfassende Innenrenovierung. Hier wurden fünf Fresken an der Decke wieder freigelegt, die die vier Apostel und das Osterlamm zeigen. Der alte Boden wurde durch Oberkirchner Sandstein ersetzt. Weiter wurde noch ein elektrisches Läutwerk für die Glocken installiert, die Orgel umgebaut und die Orgelempore vergrößert. Insgesamt kostete der Umbau 845.000 DM, wovon die Hälfte von der Gemeinde aufgebracht wurde.

### Schulgeschichte
1802 wurde in Elbergen das erste Schulgebäude errichtet. Darauf folgten weitere Schulgebäude 1836 und 1874. 1956 wurde das letzte Schulgebäude in Elbergen gebaut. 1975 wurde die Schule geschlossen und das Gebäude zum Dorfgemeinschaftshaus des Ortes Elbergen umgewidmet.

### Bahngeschichte
Eröffnet wurde die Bahnstrecke Rheine–Norddeich Mole zwischen Lingen und Rheine durch Elbergen am 23. Juni 1856 durch die Hannoversche Westbahn. Dem folgte am 1. Mai 1897 die Eröffnung der Haltestelle Elbergen für den Personenverkehr und beschränkten Güterverkehr. Diese wurde ab Mai 1898 im Fahrplan angegeben. Am 2. Juli 1976 hielt der letzte Personenzug der Deutschen Bahn an der Haltestelle Elbergen.

### Einwohnerentwicklung
| 1816 | 1821 | 1839 | 1875 | 1880 | 1900 | 1939 | 1946 | 1965 | 1989 | 2007 | 2013 |
| ---- | ---- | ---- | ---- | ---- | ---- | ---- | ---- | ---- | ---- | ---- | ---- |
| 349  | 292  | 378  | 506  | 263  | 292  | 358  | 611  | 417  | 484  | 555  | 524  |

Die stark schwankende Einwohnerzahl im 19. Jahrhundert hatte verschiedene Gründe. Zum einen die Auswanderung von 206 Einwohnern nach Amerika ab 1843. Weiter wurden Kriegsgefangene aus Frankreich, die beim Bau des Ems-Vechte-Kanals eingesetzt wurden, bei der Bevölkerungszahl mitgezählt, bis sie bis 1880 wieder heimkehrten.
Zu der Einwohnerentwicklung von 358 im Jahr 1939 auf über 600 nach dem Zweiten Weltkrieg 1946 kam es durch einen Zustrom an Flüchtlingen, die nach dem Krieg 40 % der Bevölkerung Elbergens ausmachten.

### Sonstiges
1885 wurde die erste Posthilfstelle in Elbergen eröffnet. Diese wurde am 1. Juli 1911 in eine Post- und Telegraphenstelle umgewandelt, in der sich die erste öffentliche Fernsprechstelle Elbergens befand. Hier wurde täglich Post von einem Postzug angeliefert. Ab dem 1. Oktober 1920 wurde die Post von dem Postamt Lingen in Elbergen verteilt. Vom 1. Oktober 1955 bis zum 31. Oktober 1974 gab es wieder eine eigene Poststelle in Elbergen, in der sich seit dem 1. September 1968 auch ein Postsparkassendienst befand. Seit der Schließung der Poststelle wird die Post von der Poststelle Emsbüren zugestellt.
1925 wurde eine Hochspannungsleitung von Rheine nach Lingen gebaut. Hierdurch wurde Elbergen an das Stromnetz angeschlossen und ein Ortsnetz wurde ausgebaut.
1938 gab es den ersten privaten Telefonanschluss in Elbergen beim damaligen Gastwirt und Bürgermeister.
Am 30. Januar 1946 wurde die Freiwillige Feuerwehr Elbergen gegründet. Sie verfügte über eine tragbare Spritze und bestand bis zum Sommer 1957.

## Politik

### Ortsrat
Der Ortsrat von Elbergen setzt sich aus neun Mitgliedern zusammen. Die Ratsmitglieder werden bei der Kommunalwahl für jeweils fünf Jahre gewählt. Die aktuelle Amtszeit begann am 1. November 2021 und endet am 31. Oktober 2026.
Bei der Kommunalwahl 2021 ergab sich folgende Sitzverteilung:
| Ortsrat 2021Insgesamt 9 Sitze - SPD: 1 - Agnes: 1 - Kleve: 1 - CDU: 6 |

### Ortsbürgermeister
Ortsbürgermeister ist Bernhard Klüsener (CDU).

## Vereine
- Schützenverein St. Johannes Elbergen
- SG Elbergen – Fußballverein
- TC Elbergen – Tennisverein
- KLJB Elbergen – Katholische Landjugendbewegung
- KFD Elbergen – Katholische Frauen Elbergen
- DRK Elbergen – Deutsches Rotes Kreuz
- Minikicker Elbergen

## Regelmäßige Veranstaltungen
- Das Schützenfest wird jedes Jahr am Samstag und Sonntag vor Christi Himmelfahrt gefeiert.
- Die Elberger Kirmes findet am 2. Sonntag im September und am Samstag davor statt.
- Der Weihnachtsmarkt findet jedes Jahr an einem Sonntag Anfang Dezember statt.
- Am Nikolausabend ziehen junge Männer des Dorfes verkleidet als Hl. Nikolaus, Knecht Ruprecht und Roter Gesell von Haus zu Haus